# Ben Brode
Ben Brode es un diseñador de videojuegos estadounidense que dirigió y fue la cara pública de Hearthstone. En 2018 decidió salirse de Blizzard con el propósito de empezar su propio estudio de juegos llamado Second Dinner, donde ahora se encuentra como director de desarrollo .

## Vida y carrera
Brode se unió a Blizzard Entertainment como probador de videojuegos cuando él tenía 20 años, trabajando en los juegos Warcraft III y World of Warcraft un total de 18 meses como probador de videojuegos antes de tomar una posición de líder de pruebas ambientales. Mientras probaba estos juegos, Brode desarrollaba mapas personalizados para Warcraft III, de los cuales uno se volvió en el "Mapa de la semana" y terminó siendo lanzado a la comunidad. Brode comenzó a buscar un nuevo puesto dentro de Blizzard, incluso aplicando para un puesto como diseñador en el juego de StarCraft II, antes de encontrarse en un puesto creativo en el juego de cartas coleccionables de World of Warcraft .
En 2015, Brode se convirtió en el diseñador principal de Hearthstone y fue promocionado a la posición de director del juego después en ese mismo año. Mientras trabajaba en Hearthstone, Brode se convirtió en la cara pública del juego, dando entrevistas, respondiendo directamente a los comentarios de los jugadores, explicando distintos conceptos del juego, y proporcionando actualizaciones del desarrollo y futuras metas del juego. Cuando la expansión Journey To Un'Goro fue lanzada sin una canción que la acompañara, él grabó la suya propia a petición de la comunidad.
Después de 15 años de trabajar en Blizzard, Brode dejó la empresa en 2018 para empezar su propio estudio de desarrollo de juegos con el nombre Second Dinner junto a otros ex empleados de Blizzard. Brode es el director de desarrollo de la empresa. En 2019, la empresa Second Dinner anunció que habían recibido una inversión de 30 millones de dólares de parte de NetEase, además de una licencia para crear un juego móvil para Marvel . El juego, Marvel Snap, se terminó revelando por primera vez en mayo de 2022, anunciando que estaría disponible para dispositivos móviles y computadoras personales. Al diseñar Marvel Snap, Brode mencionó que se gran parte de sus inspiración fueron las experiencias que tuvo trabajando en el juego de cartas coleccionables de World of Warcraft y Hearthstone - él quería crear un juego de cartas que fuera más rápido y que tuviera una menor barrera de entrada.